# Fraccionamiento Valle del Nevado
Fraccionamiento Valle del Nevado är en ort i Mexiko, tillhörande kommunen Calimaya i delstaten Mexiko, i den centrala delen av landet. Orten hade 614 invånare vid folkräkningen 2010.